# Анинут
Анинут - термин в иудаизме, период между наступлением смерти и погребением . В этот период 7 близких родственников: мать, отец, брат, сын, дочь и жена или муж обязаны соблюдать особый ритуал, который помогает им справиться с постигшим их горем.
С того момента как родственникам первой степени родства становится известно о смерти их родственника, они получают статус анинут (ивр. אנינות, «скорбь», «печаль»). Имеется в виду, что в это время вся их жизнь сводится к скорби по умершему, и они должны прекратить любые занятия и обратить все свое внимание к умершему: позаботиться от том, чтобы отдать ему последнюю дань почета, организовать погребение и похороны. Поэтому в тот период, пока они имеют статус анинут, то есть с момента смерти до погребения, они освобождены от заповедей-предписаний Торы (мицвот асэ), в том числе от молитв и благословений, от наложения тфилин и пребывания в сукке. Однако они должны продолжать соблюдать все запреты Торы, поэтому перед трапезой с хлебом они обязаны совершить омовение рук, так как хлеб запрещено есть без омовения. Но они не должны произносить благословения на омовение и на пищу. Скорбящим, пребывающим в статусе анинут, не следует есть мясо и пить вино, поскольку это приносит человеку радость. Если о кончине стало известно в субботу, то до окончания субботы нужно продолжать исполнять все субботние заповеди как обычно, и только на исходе субботы начинается период анинут.